# 신광희
신광희(申光熙, 1877년 음력 11월 12일 ~ ?)는 대한제국의 군인 출신 언론인이다. 본관은 평산이다.

## 생애
1900년 대한제국 육군무관학교를 제1기로 졸업한 군인이었다. 이후 대한제국 군인으로 근무하다가 1907년 대한제국 군대 해산 이후 《대한신문》의 사장, 발행인 겸 편집인, 총무에 임명되면서 언론계에 들어섰다.
대한신문은 이완용이 《만세보》의 이인직을 내세워 창간한 신문으로, 헤이그 밀사 사건을 핑계로 삼은 대한제국 고종의 강제 퇴위를 찬성하는 등 이완용 내각의 친일 정책을 홍보하는 기관지였다. 신광희는 당시 《국민신보》의 송병준, 일진회를 앞세운 이용구와 친일 경쟁 관계에 있던 이완용의 수하에서 활동했다.
1909년 고희준이 주도한 국시유세단에 발기인, 규칙제정위원으로 참여한 것을 시작으로 계속해서 이완용 계열의 친일 단체에서 활동했다. 이 단체는 한일 병합 조약의 체결을 위한 여론몰이가 목적으로, 전국을 돌며 친일 강연을 하는 역할을 했다. 이토 히로부미가 안중근에게 살해당했을 때는 이토를 추도하기 위한 국민대추도회의 준비위원이 되었고, 국시유세단이 대한상무조합소, 신궁봉교회 등과 연합 조직한 국민연설회 발기인도 맡았다.
2006년 친일반민족행위진상규명위원회가 발표한 친일반민족행위 106인 명단 중 언론 부문에 선정되었다. 2008년 공개된 민족문제연구소의 친일인명사전 수록예정자 명단 언론/출판 부문에도 포함되었다.

## 같이 보기
- 국시유세단
- 국민연설회

## 참고자료
- 친일반민족행위진상규명위원회 (2006년 12월). 〈신광희〉 (PDF). 《2006년도 조사보고서 II - 친일반민족행위결정이유서》. 서울. 934~943쪽쪽. 발간등록번호 11-1560010-0000002-10. [깨진 링크(과거 내용 찾기)]
- 전갑생 (2003년 7월 14일). “'친일파' 고희준 전 거제군수의 굴절된 삶 - 거제군수에서 창씨개명 선생까지”. 오마이뉴스. 2007년 11월 16일에 확인함.